# Hala Morenda
Hala Morenda je víceúčelová sportovní hala v Brně. V hale se nachází basketbalová hala s hřištěm, tělocvična pro sportovní gymnastiku a místnost pro rehabilitační cvičení. V roce 2009 se hala dostala do konkurzního řízení, kde jí hrozil zánik. Díky podpoře města Brna, které zaplatilo dluhy, halu zachránila a následně ji koupila společnost Starez sport.
Od roku 2012 zde sídlí Jihomoravský krajský fotbalový svaz (JmKFS).